# 中低地台巴士

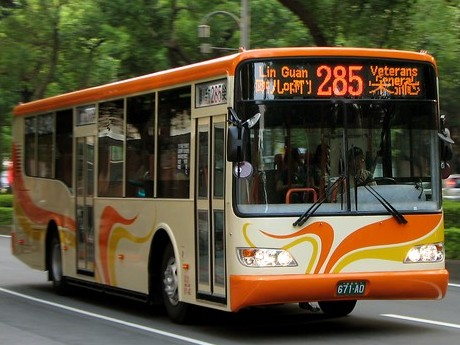
2006年台北大都會客運的日本五十鈴Isuzu LT134PPK降大樑公車。(已轉賣至東南亞國家）

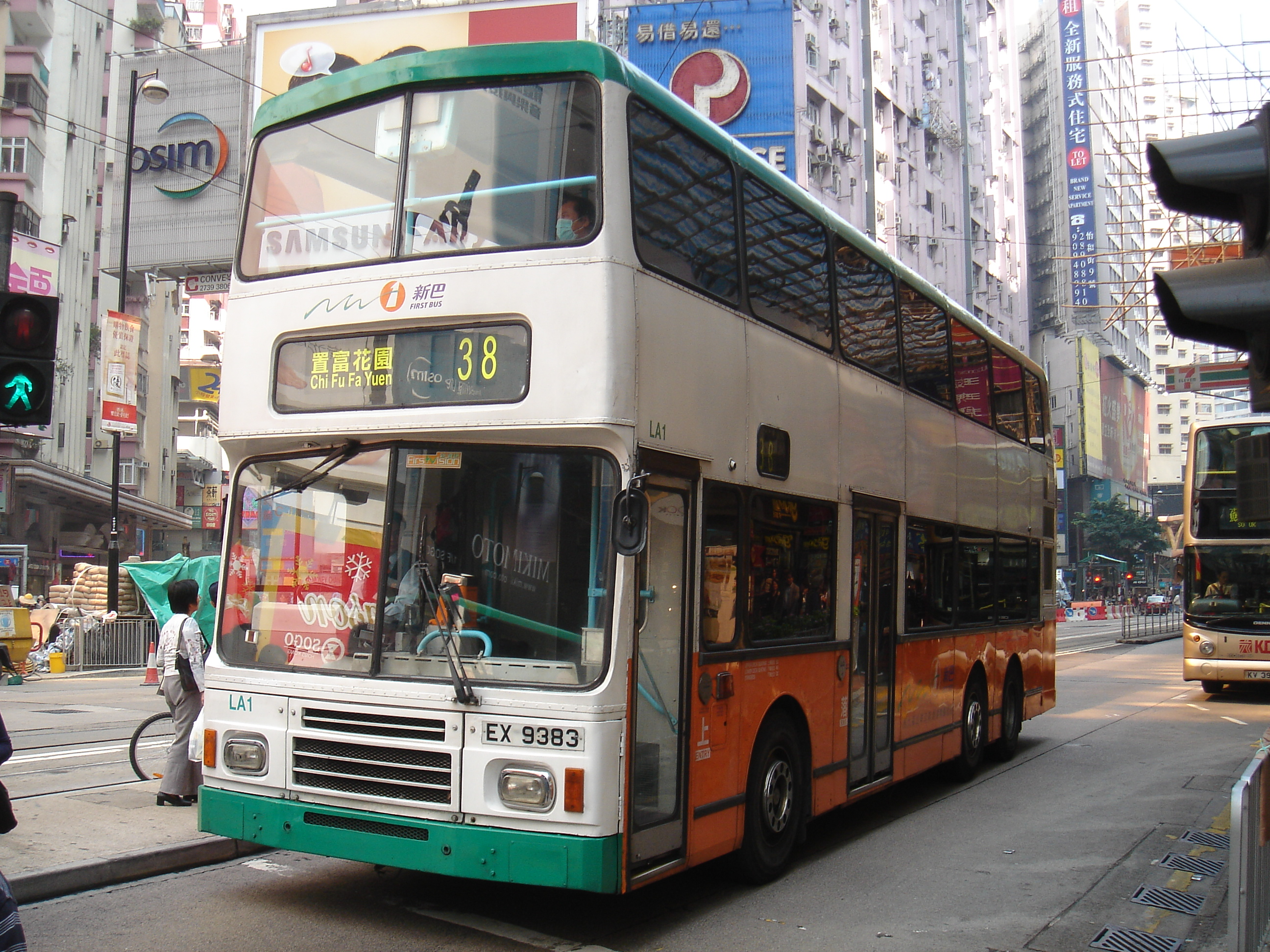
香港的中低底盤冷氣雙層巴士利蘭奧林匹克，行走於香港島的銅鑼灣，現已全數退役。

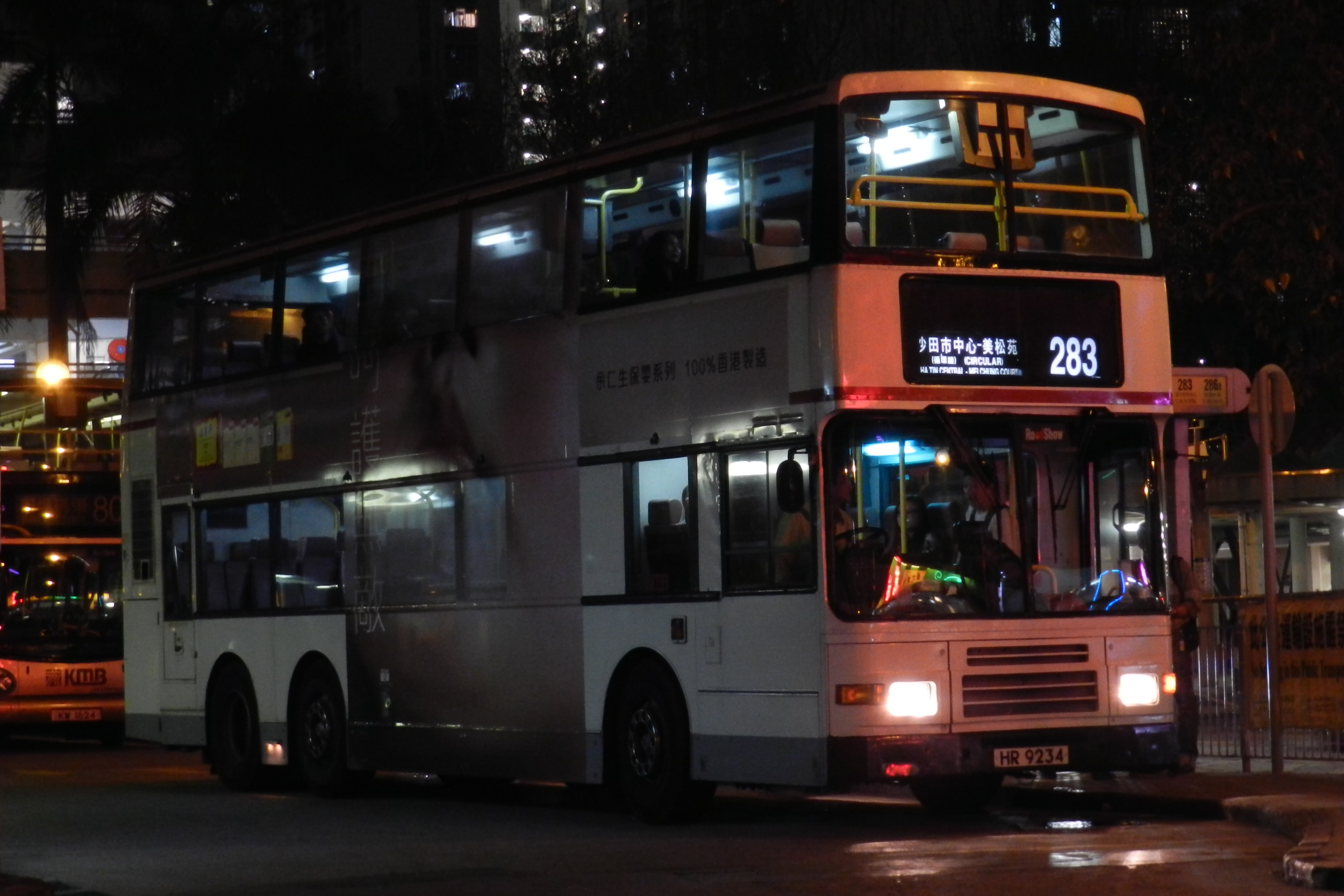
香港九巴的冷氣雙層巴士富豪奧林匹克11米，已於2016年9月6日退出載客行列

中低底盤公車（英語：Step entrance bus，又稱為降大樑公車或低入口公車，香港稱中低地台巴士，大陸稱低地板客車），是指車門只有1-2梯級的巴士。

## 概要
中低底盤公車（非低底盤公車）的登車門踏步僅有1級或2級踏步，便能登上公車，乘車時特別方便，老弱婦孺受益明顯，而年輕力壯者也很需要，因為中低底盤公車的上下車時間較少，可以增加公車速度，方便乘客登車。

## 中低底盤公車起源
過往巴士因為使用前置引擎設計，傳動軸跨過地台底部，令巴士地台難以造得低。1960年代至1970年代開始盛行後置引擎巴士，因傳動軸不用經過地台底，令地台可以造得更低，所以，中低底盤巴士絕大部分也是後置引擎巴士。1970年代開始在日本盛行，車廂地台比舊款客車貼近路面，並且只有一至兩臺階，後來被特低地台巴士取代。

## 低底盤公車出現
在台湾，縱使上落車門並沒有任何梯級的特低地台巴士（亦稱低底盤公車，日本稱，意指無梯級的巴士）出現，但特低地台巴士目前仍有許多缺點，目前大部分客運公司傾向中低底盤公車與低底盤公車兩種車混用。
不過在香港，日常所稱呼的「低地台巴士」之定義實際上是指特低地台巴士，在本條目所述的中低底盤公車不會被當成低底盤公車，只會當成一般地台公車（或稱非低底盤公車）。所有本條目所述的中低底盤公車沒有為使用輪椅的乘客的設備，故此當巴士公司連續使用非低底盤公車的時候，使用輪椅的乘客即使見到本條目所定義的中低底盤公車（如富豪奧林匹克）也不會登車，故他們曾經常投訴沒有足夠低底盤公車服務。為了方便他們，九巴、城巴、新巴和龍運已經在2000年只購買低底盤公車，當中龍運已在2010年全數使用低底盤公車行走，新巴也在2015年10月全數使用低底盤公車行走，而九巴和城巴則於2017年起全線以低底盤公車行走。新大嶼山巴士則只有市區巴士路線、3M線和4號線設有低地台巴士，其他路線仍以客車運作。
在歐美，的定義也是在上落車門，除了巴士地台和人行道的高差所做成的階級外，沒有任何梯級，和特低地台巴士定義一樣。

## 外部連結
- 寶立華車輛工業股份有限公司 - 中低地板、超低地板公車簡介
- 香港巴士大典上的相关条目：低地台巴士